# Talmassons
Talmassons ist eine nordostitalienische Gemeinde (comune) mit 3825 Einwohnern (Stand 31. Dezember 2023) in der Region Friaul-Julisch Venetien. Die Gemeinde liegt etwa 17 Kilometer südwestlich von Udine.

## Verkehr
Durch die Gemeinde führt die frühere Strada Statale 252 di Palmanova (heute eine Regionalstraße, in der Gemeinde Napoleonica genannt) von Codroipo kommend nach Gradisca d’Isonzo.

## Persönlichkeiten
- Eugenio Carlo Valussi (1837–1903), österreichischer Geistlicher und Politiker italienischer Abstammung
- Ernesto Scoffone (1923–1973), Chemiker
- Lauro Toneatto (1933–2010), Fußballspieler und -trainer